# 捕龍蝦
龍蝦在世界各地被廣泛地捕撈並食用。龍蝦難以被大量捕獲，但是身形大小卻使得牠們成為一種有利可圖的獵物。儘管龍蝦類的物種大多生存在熱帶，全球多數的龍蝦是在溫帶水域中捕獲的。

## 捕捉方法
有多種抓龍蝦的方法，應依照欲補捉的物種來選用方法。

### 龍蝦陷阱

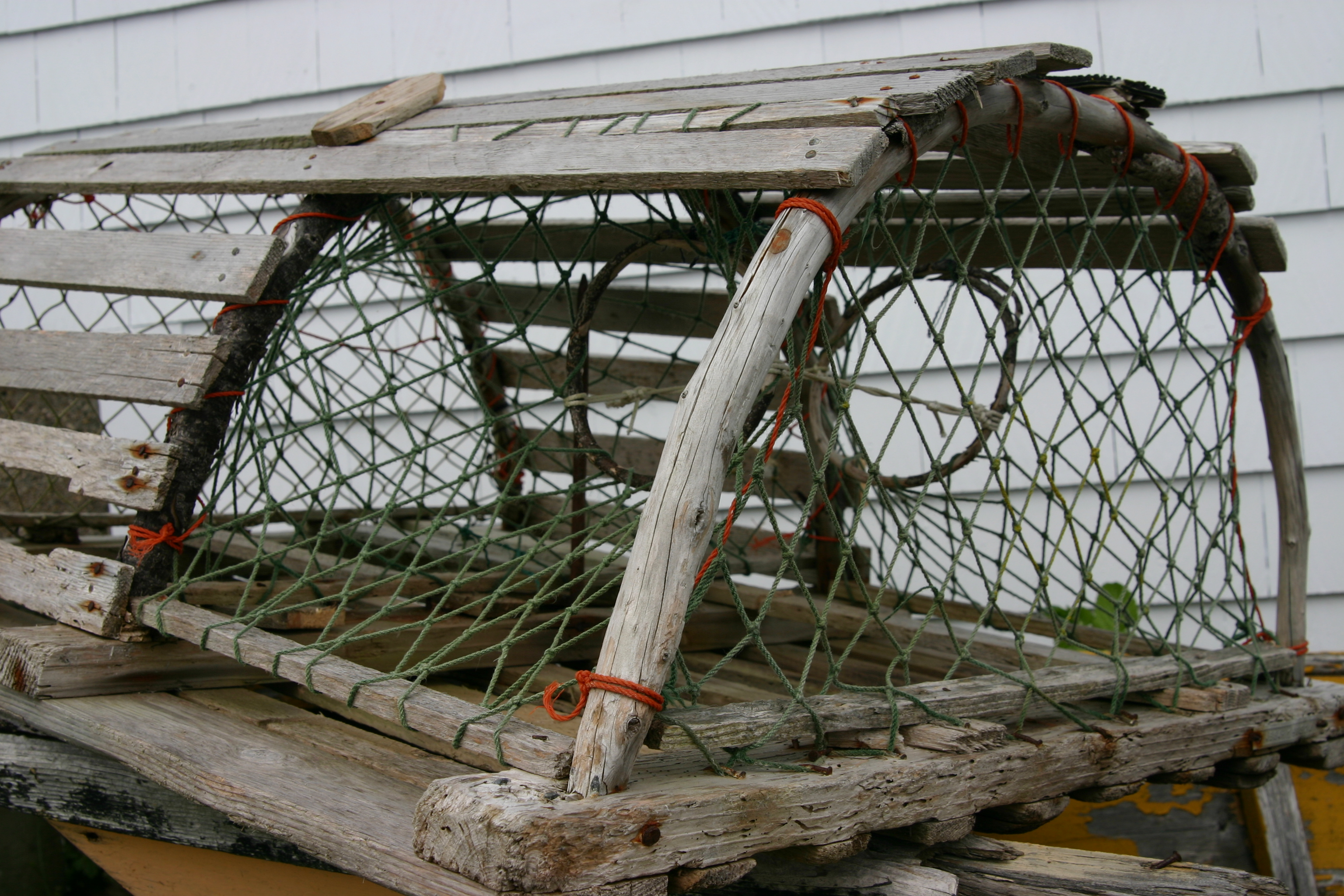
一個龍蝦陷阱

大型的螯龍蝦幾乎都是用龍蝦陷阱捕獲的，龍蝦一旦自願進入了這些堅固的陷阱後將無法逃脫。也可以在陷阱裡面放置誘餌以吸引龍蝦進入。陷阱另可用來捕捉某些龍蝦如加州龍蝦。
龍蝦陷阱的主要材料有木頭或金屬線，由於木製的陷阱比金屬製的重，如今較少使用。傳統的龍蝦陷阱具有兩層隔間：外面的「廚房（kitchen）」以及內部的「客廳（parlour）」。「廚房」是一種由尼龍網做成的單向通行結構，用以將龍蝦請至「客廳」內。

### 拖網捕撈
拖網捕撈是挪威海螯蝦主要的捕捉方式，另可用以捕捉喜歡生存在柔軟表面上的蟬蝦如東方扁蝦。如今拖網也越來越常被用來捕撈美洲螯龍蝦。

### 刺網
流刺網和三重刺網被用來捕捉眼斑龍蝦。

### 徒手或使用魚叉

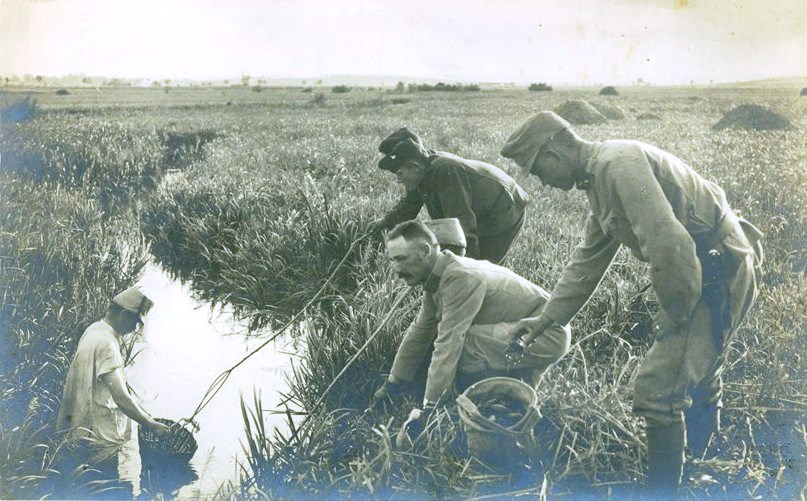
正在捕捉淡水龍蝦的奥匈帝国士兵，攝於一戰期間

喜好藏身在礁石裂縫裡的蟬蝦科動物（包括岩扇蝦屬、擬蟬蝦屬）經常成為水肺潛水者的獵物。

## 限令
世界許多地方設有與捕捉龍蝦有關的法律限制，目的是防止過度捕撈。常見的限制包含最小登陸尺寸，如果捕捉到的動物未超過這個尺寸則必須要野放。這可防止漁民捕捉正在抱卵的雌體。此外的限制方法還有休漁期以及個人捕捉限額。
美國監管商業性捕魚的機構（例如：美国国家海洋渔业局、大西洋州份海洋漁場委員會）透過許可證以及識別標籤來管制龍蝦的捕撈，寫有漁民之許可號碼的識別標籤須裝在龍蝦陷阱上。識別標籤的製造商必須保留每個州的許可記錄資料，藉此掌握各個漁民每年購買了多少標籤。

## 物種與分布
联合国粮农组织於2010年間收到的呈報指出，當年有280,000噸的龍蝦受到捕撈。其中有188,000噸屬於海螯蝦科（67%），80,000噸屬龍蝦科（28%），約10,000噸屬蟬蝦科（4%）。

## 註解

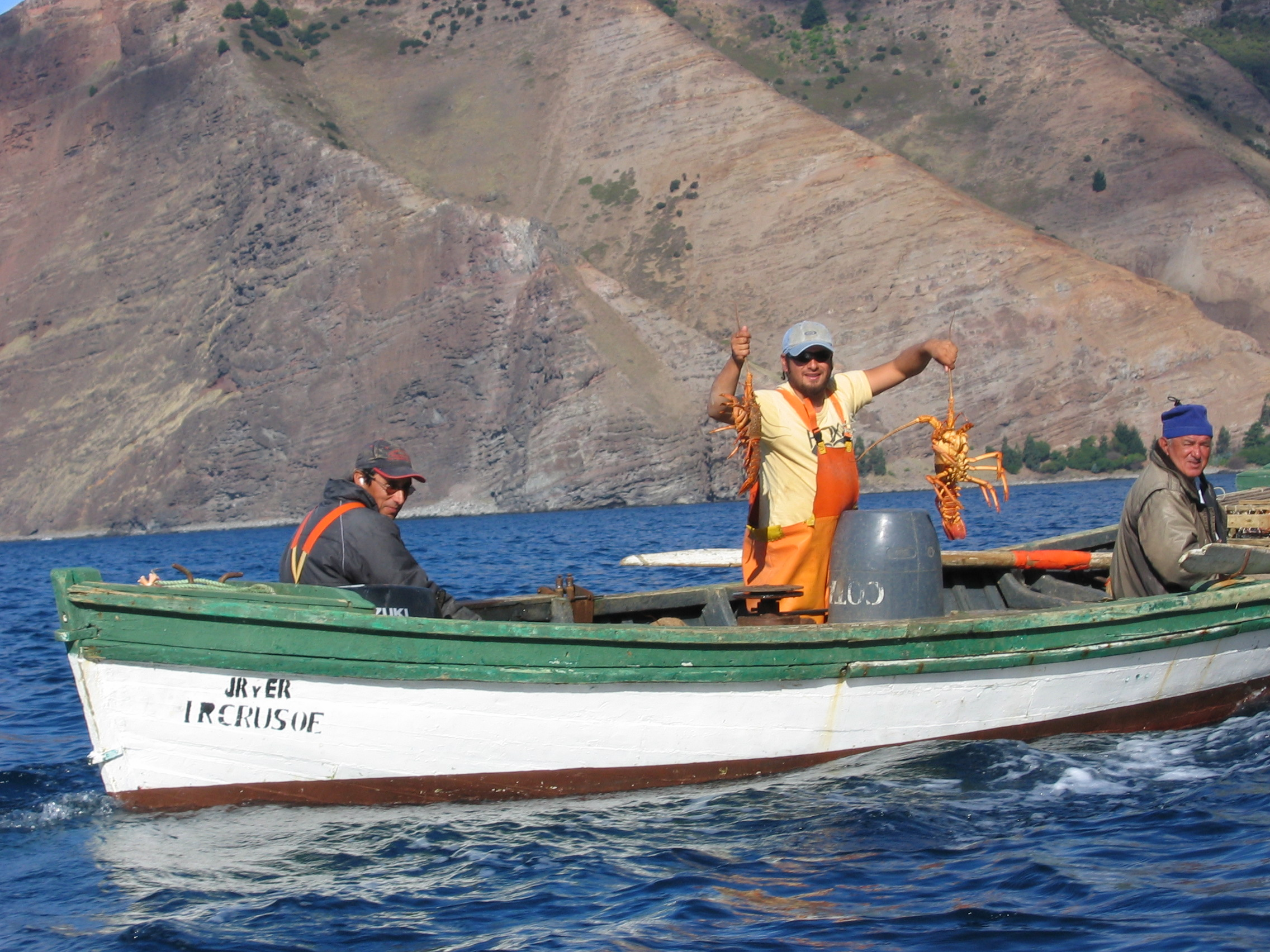
攝於智利的胡安·費爾南德斯群島：當地漁民正手持其捕獲的龍蝦

1. ↑  「龍蝦」在本條目中也代指螯蝦、蟬蝦等大型十足目動物。